# Йозеф Баєр
Йозеф Баєр (нім. Josef Bayer; 6 березня 1852, Відень — 12 березня 1913, Відень) — австрійський диригент і композитор.

## Біографія
Йозеф Баєр народився 6 березня 1852 року у Відні. Закінчив Віденську консерваторію, навчався у Йозефа Гельмесбергера-старшого (скрипка) і Отто Дессоффа (композиція), а також у Антона Брукнера. З 1870 році грав на скрипці в оркестрі Віденської придворної опери. У 1883 отримав посаду придворного капельмейстера, з 1885 і до кінця життя художній керівник балету в придворної опері.
Є автором 22 балетів, багато з яких були поставлені І. Гасрейтером у Віденській опері, в тому числі: «Віденський вальс» (1885), «Фея ляльок» (1888), «Сонце і земля» (1889), «Танцювальна казка» (1890), «Червоне і чорне» (1891), «Любов буршів» і «Навколо Відня» (обидва — 1894), «Маленький світ» (1904), «Порцелянові дрібнички» (1908).
Серед двох десятків балетів, створених Баєром, найбільшим успіхом користувалися два: «Фея ляльок» — (нім. Die Puppenfee; 1888) — балет, в музиці якого чуються відгомони віденської музичної життя XIX ст., мелодії, що нагадують твори Ф. Шуберта і Й. Штрауса, і заснований значною мірою на популярних мелодіях інших віденських композиторів «Віденські вальси» (нім. Wiener Walzer; 1885).
Йому належить також кілька оперет, в тому числі «Містер Менелай» (нім. Mister Menelaus; 1896), «Фройляйн Відьма» (нім. Fräulein Hexe; 1898), «Начальник поліції» (нім. Der Polizeichef; 1904), вальси, марші, польки.
Крім іншого, Баєру було доручено завершити роботу над балетом «Попелюшка», останнім незавершеним твором Йоганна Штрауса, з умовою використовувати при цьому тільки музику самого Штрауса. Завершена Баєром робота викликала різке невдоволення Густава Малера, який вважав, що музика балету відхиляється від штраусівського духу, і тому «Попелюшка» Штрауса в обробці Баєра вперше була поставлена в 1901 році в Берліні і лише сім років по тому з'явилася на віденській сцені.
Йозеф Байєр помер 12 березня 1913 року в рідному місті.